# メルトラ
メルトラ（Mértola [ˈmɛɾtulɐ] ( 音声ファイル)）は、ポルトガル南東、ベージャ県の基礎自治体。アレンテージョ地方にある。東側をスペイン国境と接しており、基礎自治体としての面積はポルトガル国内第6位である。その結果として、人口密度は国内で2番目に低い。
基礎自治体の中心は、人口約3,100人の村メルトラである。メルトラはグアディアナ川沿いの丘の上にあり、その要衝としての位置が、古典古代からイスラム支配時代まで重要な交易川港とされた。過去の遺跡の中から、ポルトガル国内で唯一残った中世のモスクをメルトラは誇りとしている。

## 歴史

### 発祥
古典古代の間、メルトラはフェニキア人、カルタゴ人、古代ローマ人が定住した。古代ローマはこの地をミルティリス・ユリア（Myrtilis Iulia）と呼んだ。グアディアナ川の航行可能な最北部が初期の発展において重要となったことで、丘の上のメルトラは要衝となった。近郊のヴィラでは農産物が育てられ、価値の高い鉱物（金銀、錫）が下アレンテージョ地方から得られ、それはメルトラの川港を経由してヒスパニア南部と地中海へ送られた。アウグストゥス帝時代に村はムニキピウムに昇格し、道路網を通じて重要なローマ都市（現在のベージャ、エヴォラ）とつなげられた。

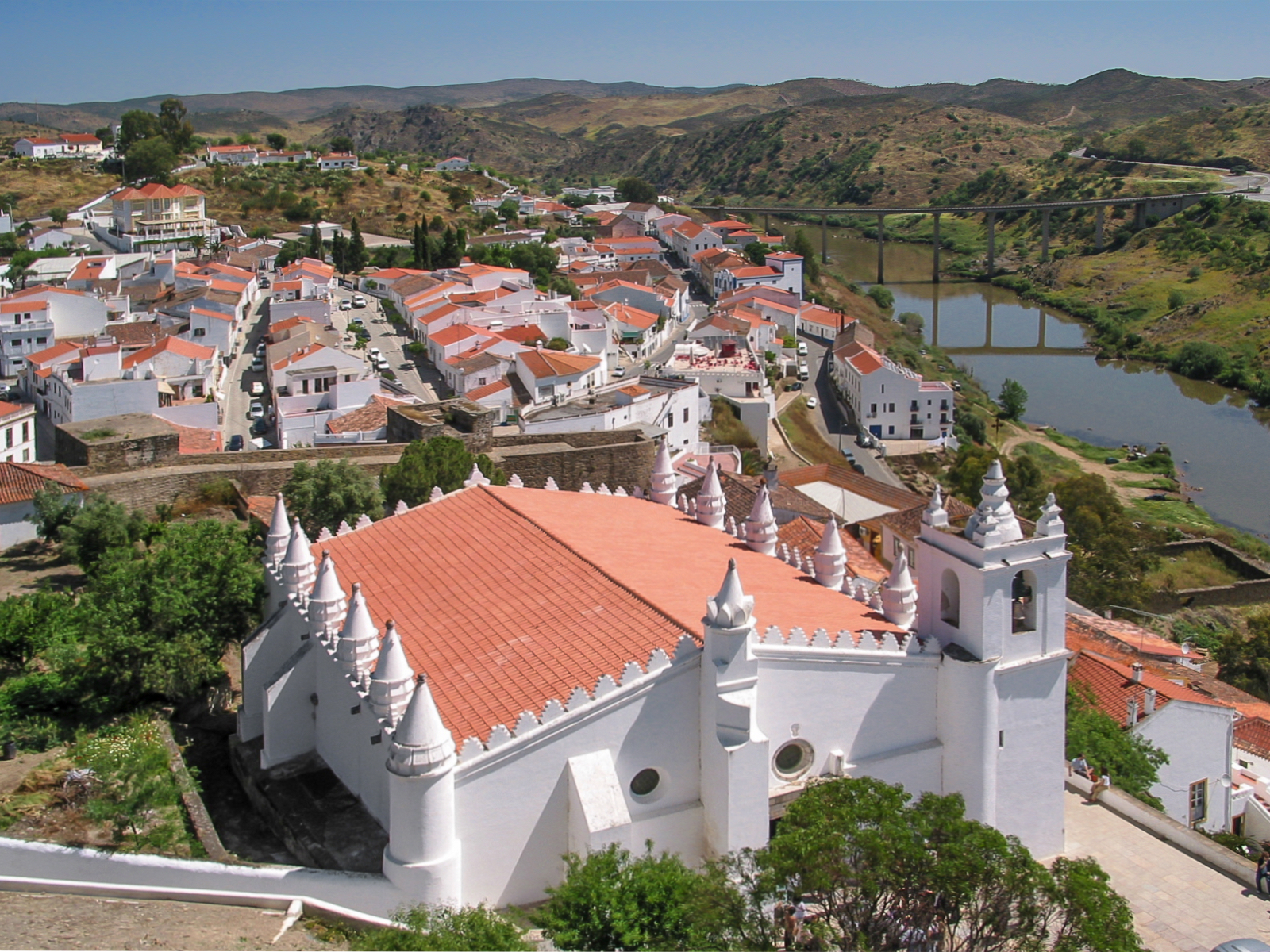
グアディアナ川をのぞむメルトラの眺め。元々はモスクであったノッサ・セニョーラ・ダ・アヌンシアサオン教会が見える

民族移動時代には、メルトラはゲルマン民族に属するスエビ族と西ゴート族の侵攻を受けた。5世紀から8世紀のこの時代、交易は衰えたがそれでも活動していた。6世紀から7世紀のものとみられるギリシャの墓石がメルトラで発見されており、これは村に東ローマ帝国の商人の存在があったことを示唆している。

### ポルトガルのイスラム教徒
711年頃、ヒスパニアはマグレブ出身のムーア人の侵攻を受け、500年近く続くイスラム文明の多大な影響を受けた時代がアレンテージョ地方で始まった。メルトラはイスラム教徒によってマルトゥラー（Martulah）と呼ばれ、川港はアレンテージョ、アルアンダルスと北アフリカの間で行われる農産物と鉱物の交易において重要な経済的役割を担った。
メルトラにはローマ時代からの城壁があった。しかしイスラム教徒は新たな防衛設備をつくり、その後、敵対するイスラム教徒やキリスト教国家からメルトラを防衛するための城を建てた。1031年に後ウマイヤ朝が滅ぶと、メルトラは独立したタイファとなり、1044年にセビリア王国に征服されるまで存続した。1144年から1150年の間、村はイブン・カシー率いる独立国家の本拠が再び置かれた。カシーは神秘主義者で、南部ポルトガルを統一した軍事指導者であり、ムラービト朝勢力と戦った。しかし地方の独立は、アルモハド朝の侵攻ですぐに終焉を迎えた。メルトラにあるイスラム時代からの最重要の遺跡は、12世紀前半に建てられたモスクである。のちにキリスト教の教会に変えられたが、いまだモスクであった原型の特徴を多く保存している。

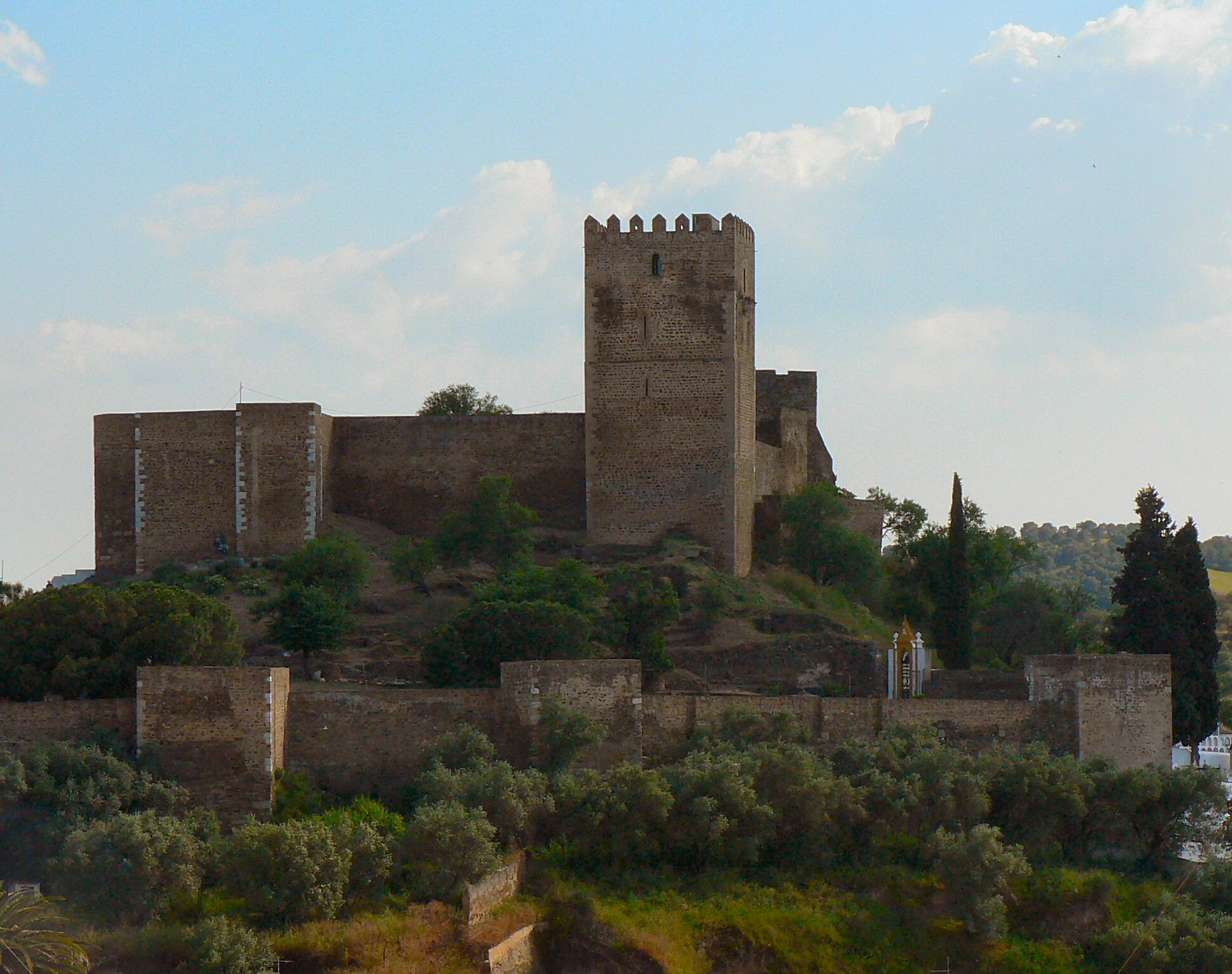
メルトラ城

### レコンキスタ
レコンキスタの状況において1238年、村はポルトガル王サンシュ2世によって征服された。メルトラ地方におけるイスラム支配の世紀はここに終わった。村は、南部ポルトガルのキリスト教徒による征服で欠くことのできない役割を担った騎士修道会、サンティアゴ騎士団の封土となった。騎士団の拠点は1316年までメルトラに置かれた。レコンキスタ時代からある城の大半（頑丈なダンジョンを含む）、そして封建的な権利（特権、en）の証書は1254年に授けられた。
北アフリカと固く結ばれていたつながりを断たれ、メルトラとグアディアナ川の経済的な重要性はレコンキスタ後に衰退した。15世紀から16世紀、ポルトガルがマグレブにおいて数カ所の都市を征服したとき、メルトラはつかの間の経済関連の復活を果たした。北アフリカで展開するポルトガル軍へ穀物を供給するためであった。1512年、マヌエル1世は村に新しい特権を授けた。

### 現代
長い経済不振の時期の後、サン・ドミンゴス鉱山での銅の発見が新たな経済発展の波を起こした。1965年にこの好況は、鉱山が枯渇したことで突然終わった。続く10年間、自治体は人口の大半を失い、住民は国内の他都市やヨーロッパ諸国へと移住していった。1980年代に始まった考古学的調査がメルトラの古い時代の多様な遺跡に光を当て、村は重要な文化観光地となった。

## 史跡

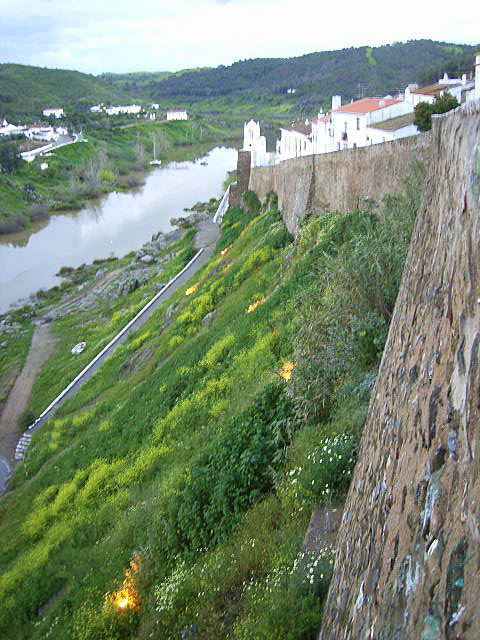
メルトラを囲む城壁

- メルトラ城（Castelo de Mértola） - 村の標高最高地点を占める。たとえ城がイスラムを起源としていても、現在の城はキリスト教徒がメルトラを占領してから後にサンティアゴ騎士団が建てたものである。1292年頃に工事が終わったという30mの高さのダンジョンは、内部にゴシック様式のヴォールトで覆われたホールを持つ。城壁を含むかつての防御設備は、今も村を取り囲んでいる。
- ノッサ・セニョーラ・ダ・アヌンシアサオン教会（Igreja de Nossa Senhora da Anunciação） - 12世紀から13世紀にかけて建てられたモスクが、前身である。1238年のキリスト教徒占領後教会に転用されたものの、建築的構造は変えられずに残った。16世紀に部分的に改造され、新しい屋根を持つマヌエル様式のヴォールト、ルネサンス様式の主要出入り口が付け足された。それにもかかわらず、教会身廊の内部配置は、4つの身廊と7本の円柱を持ち、原型のモスクにひどく似ている。内部には、メッカの方向を示す装飾が施されたくぼみがあるミフラブが残されている。教会外側は、蹄鉄型アーチを持つ4つの出入り口があり、これは典型的なイスラム建築である。

## 教区
- アルカリア・ルイヴァ
- コルテ・ド・ピント
- エスピリト・サント
- メルトラ
- サンタナ・デ・カンバス
- サン・ジョアン・ドス・カルデイレイロス
- サン・ミゲル・ド・ピニェイロ
- サン・ペドロ・デ・ソリス
- サン・サバスティアン・ドス・カロス